# Jaime Peterson
Jaime Peterson, (nacido el 29 de septiembre de 1971 en Nueva York, Nueva York) es un exjugador de baloncesto con doble nacionalidad estadounidense y dominicana. Con 2.06 metros de estatura, jugaba en la posición de pívot.

## Trayectoria
- Universidad de Pittsburgh (1993-1995)
- BCM Gravelines  (1995-1996)
- Panteras de Miranda (1997)
- JL Bourg-en-Bresse (1997-1998)
- Club Atlético Obras Sanitarias de la Nación (1998)
- Club San Carlos (1999)
- Atléticos de San Germán (1999)
- Metropolitanos de Mauricio Baez (1999)
- Connecticut Pride (2000 )
- Metropolitanos de Mauricio Baez (2000)
- Club San Carlos (2000)
- Étendard de Brest (2000-2001)
- CB Plasencia (2001)
- Metropolitanos de Mauricio Baez  (2001)
- Club de Regatas San Nicolás (2001)
- Goes  (2001)
- CB Guadalajara (2001-2002)
- Naco (2002)
- Universidad Complutense (2002-2003)
- Virtus Ragusa (2003-2004)
- STB Le Havre (2004-2005)
- SPO Rouen Basket (2005-2006)
- Marineros de Puerto Plata (2006)
- Baloncesto León (2006-2007)
- Gandía Basket Athletic (2007-2008)
- Baloncesto León (2008-2009)